# Ana Clara Guerra Marques
Ana Clara Guerra Marques (Luanda, 2 de noviembre de 1962) es una bailarina, coreógrafa angoleña, una de las pioneras de la danza africana contemporánea.

## Trayectoria artística
Es Magíster en Interpretación Artística - Danza y Licenciada en Danza - Pedagogía; es miembro individual del CID (Centro Internacional de Danza) de la UNESCO. 
Fue Directora de la Escuela de Danza del Ministerio de Cultura de Angola entre 1978 y 1999. En 1991 fundó la primera compañía de danza profesional en Angola, la Companhia de Dança Contemporânea de Angola.
Es la única investigadora que trabaja en las danzas de máscaras del pueblo Cokwe de Angola. Además de la introducción de la danza contemporánea en Angola, la introducción de la danza inclusiva en este país se debe a ella con las piezas de las temporadas 2009 y 2011 de CDC Angola. Estuvo a cargo de la coordinación coreográfica de los espectáculos de apertura y clausura de la Copa Africana de Naciones Orange (CAN-Angola) en 2010. Fue coreógrafa y directora artística de los espectáculos de apertura y clausura del Festival Nacional de la Cultura y las Artes FENACULT 2014  Archivado el 4 de marzo de 2016 en Wayback Machine.
A pesar de todos los obstáculos que encuentra, persiste en su cruzada por defender la danza como lenguaje artístico en Angola, tanto como bailarina y coreógrafa, así como a través de conferencias y talleres que imparte. Como docente, sostiene la importancia y necesidad de la enseñanza institucional de la danza en Angola .

## Obras
Entre sus obras, con las que introduce nuevas formas y conceptos del espectáculo, se encuentran Corpusnágua; Solidão; 1 Morto & os Vivos e 5 Estátuas para Masongi, para las que colabora con algunos de los más reconocidos escritores, pintores y escultores angoleños, entre ellos Manuel Rui Monteiro, Pepetela, F. Ningi, J. Gumbe, Van-Dúnem y A. Ole.
La crítica social es otra temática de esta coreógrafa angoleña que ve en la danza un poderoso instrumento de intervención. Mea Culpa; Palmas, Por Favor!; Neste País...; Agora não dá! ‘Tou a Bumbar... y Os Quadros do Verso Vetusto', esta coreógrafa asume su irreverencia y crítica social.
En una diversificación de los lenguajes de la danza, se basa en un trabajo personal de estudio e investigación sobre las danzas tradicionales y populares de Angola, así como la estatuaria, utilizando los elementos recogidos para crear un lenguaje propio contemporáneo para la danza angoleña, que en obras como A Propósito de Lueji; Imagem & Movimento ou Uma frase qualquer... & Outras (frases).
Las siguientes obras son de su autoría:
- A propósito de Lueji (1991)
- Mea culpa (1992)
- Imagem & movimento (1993)
- Palmas, por favor! (1994)
- Neste país (1996)
- Uma frase qualquer...e outras (frases) (1997)
- Agora não dá! ‘tou a bumbar ...  (1998)
- Os quadros do verso vetusto (1999)
- Peças para uma sombra iniciada e outros rituais mais ou menos (2009)
- O Homem que chorava sumo de Tomates (2011)
- Solos para um Dó Maior (2014)

Intervenciones coreográficas en eventos culturales:
- Corpusnágua (1992 / Cerimónia de atribuição do “prémio ENSA” de pintura)
- Solidão (1992 / Inauguração da exposição do pintor Zan de Andrade)
- 1 morto e os vivos (1992 / Lançamento do livro do escritor Manuel Rui Monteiro)
- 5 estatuas para Masongi (1993 / Inauguração da exposição do escultor Masongi Afonso)
- Intervenção coreográfica (1994 / Lançamento do livro “os címbalos dos mudos”, do escritor Frederico Ningi)
- Intervenção coreográfica (1995 / Inauguração da exposição “introversão versus extroversão”, do pintor Francisco    Van-Dúnen)
- Oratura… Dos Ogros… E do Fantástico (2008 / Exposição do pintor Mário Tendinha)

## Premios y reconocimientos
- 1995 Premio “Identidad”.

- 2006 “Diploma de Honor del Ministerio de Cultura”
- 2006 “Premio Nacional de la Cultura y las Artes” en la categoría Danza, por su aporte en los campos de la docencia, creación artística, investigación y cultura de su país.
- 2011 "Diploma de Honor de la Unión Nacional de Artistas y Compositores de Angola (UNAC), en la categoría de "Pilar de la Danza".